# Узген
Узге́н (кирг. Өзгөн, узб. Ўзган,Uzgan, اوزگين) — місто в Киргизстані, адміністративний центр Узгенського району (Ошська область).

## Географія
Місто розташовано за 54 км на північний схід від міста Ош, на правому березі річки Карадар'я. Містом проходить автомобільний шлях Бішкек — Ош.

### Клімат
Місто знаходиться у зоні, котра характеризується вологим континентальним кліматом з теплим літом. Найтепліший місяць — липень із середньою температурою 24.4 °C (75.9 °F). Найхолодніший місяць — січень, із середньою температурою -4.3 °С (24.3 °F).
| Клімат Узгена           | Клімат Узгена | Клімат Узгена | Клімат Узгена | Клімат Узгена | Клімат Узгена | Клімат Узгена | Клімат Узгена | Клімат Узгена | Клімат Узгена | Клімат Узгена | Клімат Узгена | Клімат Узгена | Клімат Узгена |
| Показник                | Січ.          | Лют.          | Бер.          | Квіт.         | Трав.         | Черв.         | Лип.          | Серп.         | Вер.          | Жовт.         | Лист.         | Груд.         | Рік           |
| Середній максимум, °C   | −3,7          | −1,5          | 6,2           | 15            | 19,8          | 24,7          | 27,4          | 26,5          | 21,5          | 13,9          | 5,6           | −1            | 12,9          |
| Середня температура, °C | −4,3          | −1,7          | 6,1           | 13,9          | 18,5          | 22,6          | 24,4          | 22,8          | 18            | 11,5          | 4,4           | −1,5          | 11,2          |
| Середній мінімум, °C    | −13,4         | −11,2         | −3,8          | 3,4           | 7,3           | 10,7          | 12,8          | 11,5          | 6,5           | 0,9           | −5            | −10,1         | 0,8           |
| Норма опадів, мм        | 40.9          | 51.2          | 77.8          | 86.3          | 71.9          | 38            | 19.6          | 10.9          | 12.6          | 54.9          | 54.6          | 40.7          | 559.4         |
| Днів з опадами          | 7             | 7,4           | 8,6           | 8,1           | 8,7           | 6,4           | 4,4           | 3,1           | 2,9           | 4,9           | 5,7           | 6,1           | 73,3          |
| Вологість повітря, %    | 77.3          | 74.9          | 66.6          | 56.8          | 51.8          | 44.6          | 46.1          | 50            | 52.8          | 60.2          | 69            | 77.9          | 60.7          |
| ----------------------- | ------------- | ------------- | ------------- | ------------- | ------------- | ------------- | ------------- | ------------- | ------------- | ------------- | ------------- | ------------- | ------------- |
| Джерело: Weatherbase    |               |               |               |               |               |               |               |               |               |               |               |               |               |

## Історія
Є одним з найдавніших міст Центральної Азії, вік якого налічує понад два тисячоліття. Узген виник у II—I століттях до н. е. як центр торгівлі на шляху з Ферганської долини до Кашгара.
У XII столітті місто було другою столицею держави Караханідів.

## Відомі жителі
- Рахмонберді Мадазімов (1875-1933) — засновник театрального руху Киргизстану, засновник і перший художній керівник Ошського Державного академічного музично-драматичного театру імені Бобура. Помер в Узгені.
- Саліжан Шаріпов (нар. 24 серпня 1964) — космонавт, Герой Киргизької Республіки. Уродженець Узгена.